# 카리스마적 권위
카리스마적 권위는 독일 사회학자인 Max Weber가 개발한 리더십의 개념 중 하나이다. 그것은 권위가 지도자의 카리스마에서 파생되는 일종의 조직 또는 리더십의 유형을 포함하는 것이다. 이것은 법적 권위와 전통적 권위라는 두 가지 다른 유형의 권위와는 대조되는 개념이다. 세 가지 유형은 각각 Max Weber의 3자 권한 분류의 일부이다.
"카리스마"는 1세기에 신흥 기독교 사회에 보낸 성 바울의 편지를 통해 처음 유명해진 고대 그리스 용어이다. 이런 맥락에서, 그것은 일반적으로 초기 교회 지도자들 사이에서 신의 권위를 보여주는 신의 기원인 "선물"을 언급했다. Max Weber는 이 신학적 개념을 받아들여 일반화함으로써 추종자들이 생각하는 것으로 보고 이를 정치, 군사, 유명인사, 그리고 비기독교적인 맥락에 적용했던 사회학자들이 사용할 수 있도록 개방했다. 다른 용어로는 "카리스마적 지배"와 "카리스마 리더십"이 있다.

## 특징
Weber는 카리스마라는 용어를
[A] 개인 성격의 특정한 특성이며, 이로 인해 카리스마를 가진 사람은 일반인들과 차별화되며 초자연적, 초인적 또는 최소한 특별한 능력이나 자질을 타고난 것으로 취급되는 것이다. 이러한 것들은 보통 사람이 접근할 수 없지만 신의 기원이나 모범으로 간주되며, 그 바탕 위에 개인은 지도자로 취급된다. 문제의 품질을 윤리적, 미적 또는 기타 관점에서 궁극적으로 어떻게 판단하는지는 정의의 목적에 당연히 무관심하다.

### 권위
Weber는 권위와 지배력을 바꾸었다.
사회학적인 용어에서 합법적이거나 사회적으로 승인된 권력의 사용을 나타내는 것으로 간주되었다. 그것은 한 사람이나 집단이 다른 사람에 대해 보유하고 행사하는 정당한 힘이다. 정당성이라는 요소는 권위의 개념에 있어 필수적인 요소이며 권위가 보다 일반적인 권력 개념과 구별되는 주요 수단이기도 하다. 권력은 무력이나 폭력으로 행사 될 수 있다. 반대로 권한은 부하 직원에게 명령이나 지시를 내릴 수있는 권한을 받는 것에 달려 있는 것이다. 카리스마적 권위는 지도자가 무오한 것으로 보이고 지도자에 대한 어떠한 행동도 국가에 대한 범죄로 간주되기 때문에 종종 가장 오래 지속되는 정권의 체제이기도 하다. 카리스마적인 지도자는 결국 자신의 행동이 아닌 개인의 숭배를 발전시킨다.

권력은 지도자의 특별한 개인적 자질이나 팔로워들의 충성심과 복종심을 고취하는 비범한 통찰력과 성취를 바탕으로 정당화되었다.
리더십은 긍정적인 에너지와 위대함을 확산시키는 힘이다. 따라서 거의 전적으로 리더의 자질에 달려있다. 어떤 이유든지 간에 지도자의 부재는 권위의 힘을 소멸시킬 수 있다. 그러나 독특한 성격과 공식적인 조직의 결여로 인해 카리스마적 권위는 Weber의 다른 형태의 권위보다 권위의 인지된 정당성에 훨씬 더 크게 의존한다. 예를 들어, 종교적 맥락에서 카리스마있는 지도자는 지도자가 예언자의 의미에서 하나님의 감동을 받았다는 확실한 믿음을 요구할 수 있다. 이 신념의 힘이 약해지면 카리스마있는 지도자의 힘은 빠르게 약화 될 수 있는데, 이는 이러한 형태의 권위가 불안정하다는 것을 보여주는 예시 중 하나라고 볼 수 있다.
카리스마적 지도자라는 용어가 현재 널리 사용되는 것과는 대조적으로, 베버는 카리스마적 권위를 카리스마적 지도자의 성격적인 특성이 아니라 지도자와 추종자 간의 관계로 보았다. 카리스마의 타당성은 리더의 추종자 (또는 "숙련자"– Anhänger )에 의한 "인정"에 기초하는 것이다. 지도자의 카리스마는 그가 "하나님에게 버림 받았다"거나 "지도자의 정부가 그가 지배하는 사람들에게 어떠한 번영도 제공하지 않는다면" 사라질 위험이 있는 것이다.

### 일상적인 카리스마
카리스마적 권위는 거의 항상 전통적(강압적) 또는 합리적(법적) 권위에 의해 설정된 경계를 위태롭게 한다. 그것은 권위에 도전하는 경향이 있으며, 따라서 종종 혁명적인 것으로 간주되기도 한다. 일반적으로 이러한 카리스마적 권위는 사회에 통합된다. 이로써 사회에 대항하는 도전은 잠잠해진다. 이것이 일어나는 방식을 루틴화 라고도 한다.

일상화를 통해 카리스마적 권위가 변경된다:
카리스마 있는 권위는 합리적으로 확립된 권위자 또는 전통적 권위와 관료적 권력의 조합에 의해 통제되는 관료제도에 의해 계승된다.
자신의 신권을 발전시키고 일련의 법과 규칙을 확립하는 종교는 카리스마적인 성격을 잃고 다른 유형의 권위로 이동할 가능성이 높다. 예를 들어, 추종자들 사이에서 "예언자"라는 카리스마적 권위를 가졌던 무함마드는 이슬람의 전통적인 권위와 구조에 의해 계승되었다. 이는 일상화의 명백한 사례라고 볼 수 있다.
정치에서 카리스마적 통치는 종종 다양한 권위주의 국가, 독재, 신권 정치에서 발견된다. 카리스마적 권위를 유지하기 위해 그러한 정권은 종종 거대한 개인 숭배를 구축 할 것이다. 그러한 국가의 지도자가 죽거나 퇴임하고 새로운 카리스마 지도자가 나타나지 않으면 그러한 정권은 완전히 일상화되지 않는 한 그 후 곧 무너질 것이다.

## 카리스마 계승
권위가 한 지도자에게 집중되어 있기 때문에, 카리스마있는 지도자의 죽음은 사전 준비가 이루어지지 않는 한 정부의 몰락을 초래할 것이다. 카리스마적 리더의 종말에 직면한 사회는 다른 형태의 리더십으로 이동하거나 승계를 통해 카리스마적 권위를 다른 리더에게 이전하도록 선택할 수 있다.
Max Weber에 따르면 카리스마 승계의 방법은 수색, 계시, 원 지도자 지정, 자격있는 사람 지정, 유전적 카리스마, 사무적 카리스마이다. 다음은 개인과 사회가 자신의 리더십 카리스마의 독특한 에너지와 자연을 유지하기 위해 고안할 수 있는 다양한 방법들이다.

### 탐색
"권위의 지위에 맞는 자질을 바탕으로 새로운 카리스마적 지도자를 찾는 일이 일어난다." 이 방법의 예는 새로운 Dalai Lama 탐색이다. " 이것은 그가 부처님 의 환생이라는 의미로 해석되는 특성을 가진 아이를 찾는 것이다." 이 탐색 방법은 원래 카리스마 리더가 교체를 통해 "살아남을 수 있도록" 할 수 있는 방법의 사례이다.

### 시현
"이 경우에 새로운 지도자의 정당성은 선택 방식의 정당성에 따라 달라진다." 선택 방식은 선택 과정의 운영 방식이다. 고대에는 신탁이 "신성한 심판"에 대한 특별한 권리를 가지고 있다고 믿어졌기 때문에 그들의 선택 기술은 합법적인 것으로 인식되었다. 그들의 선택은 오라클의 지지와 함께 제공되는 카리스마적인 권위로 가득 차있었다.

### 전 지도자의 지정
이 방식에서는 카리스마적 권위의 원래 소유자는 자신의 권위를 다른 사람에게 넘겨 준 것으로 인식된다. 예를 들어 블라디미르 레닌이 Joseph Stalin를 소련의 지도자로 지명했다는 Joseph Stalin의 주장이 있다. 사람들에 이 주장을 믿는 한, 스탈린은 레닌의 카리스마적인 권위를 얻은 것이라고 볼 수 있다.

### 자격을 갖춘 사람이 지정
이러한 방식의 승계에 대한 사례는 새로운 교황을 선택하기위한 추기경의 교황 회의이다. 교황 회의에 참여하는 추기경은 로마 가톨릭 교회 중에서 카리스마 자격을 갖춘 것으로 간주되며, 따라서 그들의 선택은 카리스마 권위로 가득 차 있다.

### 유전적 카리스마
카리스마는 "유전에 의해 전달되는 특성"으로 인식될 수 있다. 이러한 계승 방법의 사례는 김일성의 카리스마가 그의 아들 김정일에게 물려가는 데에서 찾을 수 있다. 이 유형의 승계는 이루어지기에는 어려움이 있으며, 종종 이러한 전통화와 권위의 합법화에 대한 운동이 일어나기도 한다.

### 사무적 카리스마
"카리스마의 개념은 의식적인 수단을 통해 한 소지자에서 다른 소지자에게 전달될 수 있다. . . 특정 개인으로부터 카리스마를 분리하여 객관적으로 양도 할 수 있는 실체가 되는 것이다. " 사제 봉헌은 다른 사제 직무를 가르치고 수행하기 위한 사제 카리스마가 사람에게 전달되는 방식으로 여겨진다. 이런 식으로 사제들은 사제의 카리스마를 물려 받았으며, 이후에 그들의 회중들은 신권과 더불어 카리스마적 권위를 가진 것으로 인식된다.

## Weber 이론의 적용
베버의 카리스마적 리더십 모델이 제도화에 이르게하는 것은 여러 학계 사회학자들의 지지를 받고 있다.

### 새로운 종교 운동
Eileen Barker는 상당한 카리스마적 권위를 휘두르고 특별한 힘이나 지식을 가지고 있다고 여겨지는 설립자나 지도자를 갖는 신흥 종교 운동에 대하여 논한다. 카리스마 넘치는 리더들은 전통이나 규칙에 얽매이지 않고 신봉자들에 의해 삶의 모든 측면에 대해 선언할 권리가 주어질 수 있기 때문에 예측할 수 없다고 바커는 말한다. 바커는 이러한 경우에 지도자는 책임감이 부족할 수 있으며, 의심할 여지 없이 복종을 요구하며, 물질적, 정신적, 사회적 자원에 대한 운동에 의존하도록 장려할 수 있다고 경고한다.
George D. Chryssides는 모든 새로운 종교 운동에 카리스마있는 지도자가 있는 것은 아니며, 그러한 운동 사이 헤게모니적인 스타일에 차이가 있다고 주장한다.

## 나르시시즘
카리스마에 관한 논문을 쓴 호주의 심리학자 Len Oakes 는 11 명의 카리스마 지도자들이 형용사 체크리스트라고 부르는 심리 측정 테스트를 시행하게 했고, 그들은 매우 평범한 그룹이라는 것을 알게 되었다. 정신 분석가인 하인즈 코 후트 (Heinz Kohut)에 이어 오크스는 카리스마있는 지도자들이 나르시시즘의 특성을 나타내며, 평범한 사람들을 괴롭히는 것에서 오는 불안과 죄책감에 의해 방해받지 않는 내면의 명확성과 함께 엄청난 양의 에너지를 가지고 있다고 주장한다. 그러나 그는 베버의 카리스마적 권위의 틀을 완전히 따른 것은 아니다.

## 비교표
|               | 카리스마적                        | 전통적                          | 법적-합리적                                                                                                   |
| ------------- | --------------------------------- | ------------------------------- | --- |
| 통치자의 유형 | 카리스마 리더                     | 지배적인 성격                   | 기능적인 상급자 또는 관료 공무원                                                                              |
| 위치 결정     | 역동적인 성격                     | 설립된 전통 또는 일상           | 법적으로 확립된 권한                                                                                          |
| 지배 수단     | 특별한 자질과 뛰어난 힘           | 획득 또는 상속된 (유전 적) 자질 | 합리적으로 확립된 규범, 법령 및 기타 규칙과 규정의 미덕                                                       |
| 합법화        | 공동체에 대한 승리와 성공         | 확립된 전통 또는 일상           | 규칙의 형식적인 정확성에 대한 일반적인 믿음과 이를 제정한 사람은 합법적인 권한을 가지고 있는 것으로 간주된다. |
| 충의          | 대인 관계 및 개인적 충성심과 헌신 | 전통적인 충성심을 바탕으로      | 권위 / 규칙에                                                                                                 |
| 응집력        | 정서적으로 불안정하고 휘발성      | 공통적 목적의 느낌              | 규칙 준수 ( Merton의 일탈 이론 참조)                                                                          |
| 지도자        | 통치자와 추종자 (제자)            | 확립된 형태의 사회적 행동       | 통치자가 아닌 규칙                                                                                            |

## 그 밖의 자료
- 진성 리더십
- 카우디요
- Demagogue
- 지도자 원리
- 군주
- 권력 (사회적 및 정치적)
- 권한의 삼자 분류
- 세 가지 유형의 합법적인 규칙

## 같이 보기
- 진성 리더십
- 카우디요
- 지도자원리
- 영웅사관
- 군주
- 권력
- 권위의 3가지 분류

## 참고 문헌
1. ↑  Joosse, Paul. 2014. "Becoming a God: Max Weber and the Social Construction of Charisma. Journal of Classical Sociology 14(3) 266–283. http://journals.sagepub.com/doi/abs/10.1177/1468795X14536652
2. ↑  Power, Domination, Legitimation, and Authority Sociology 250 Retrieved October 2006
3. ↑  Adair-Toteff, Christopher, Max Weber’s Charisma, Journal of Classical Sociology, Vol. 5, No. 2, 189–204 (2005)
4. ↑  Lee, JooYun (2019년 2월 28일). “A Study on the Cultural and Social aspects of Hip-hop in Korean Pop Music”. 《Culture and Convergence》 41 (1): 825–848. doi:10.33645/cc.2019.02.41.1.825. ISSN 1225-0422.
5. ↑  Isajiw, Wsevolod W.; Kendall, Diana; Murray, Jane Lothian; Linden, Rick (2006년 4월 1일). “Sociology in Our Times”. 《Canadian Journal of Sociology / Cahiers canadiens de sociologie》 31 (2): 264. doi:10.2307/20058704. ISSN 0318-6431.
6. ↑  “Charismatic Authority: Emotional Bonds Between Leaders and Followers”. 2006년 3월 6일에 원본 문서에서 보존된 문서. 2021년 6월 22일에 확인함.
7. ↑  《International encyclopedia of economic sociology》. London: Routledge. 2006. ISBN 978-1-136-77778-3.
8. ↑  “NETWATCH: Botany's Wayback Machine”. 《Science》 316 (5831): 1547d–1547d. 2007년 6월 15일. doi:10.1126/science.316.5831.1547d. ISSN 0036-8075.
9. ↑  Kunin, Seth D. "Religion; the modern theories" University of Edinburgh 2003 ISBN 0-7486-1522-9 page 40
10. ↑  Naod, Jordan; Turner, Jonathan H.; Beeghley, Leonard; Powers, Charles H. (2000년 10월). “The Emergence of Sociological Theory”. 《Teaching Sociology》 28 (4): 406. doi:10.2307/1318598. ISSN 0092-055X.
11. ↑  International Encyclopedia of Economic Sociology By Jens Beckert, Milan Zafirovski, Published by Routledge, 2006, ISBN 0-415-28673-5, ISBN 978-0-415-28673-2, pag. 53
12. 1 2 3 4 5 6 7  Várnai, Péter P. (2001). 《Szelényi, István》. Oxford Music Online. Oxford University Press.
13. ↑  Várnai, Péter P. (2001). 《Szelényi, István》. Oxford Music Online. Oxford University Press.
14. ↑  Várnai, Péter P. (2001). 《Szelényi, István》. Oxford Music Online. Oxford University Press.
15. ↑  Barker, Eileen (1989). 《New religious movements : a practical introduction》. London: H.M.S.O. ISBN 0-11-340927-3.
16. ↑  Chryssides, G.D. (2012). “Unrecognized charisma? A study and comparison of five charismatic leaders: Charles Taze Russell, Joseph Smith, L Ron Hubbard, Swami Prabhupada and Sun Myung Moon”. 《Max Weber Studies》 12 (2): 185. doi:10.15543/mws/2012/2/4. ISSN 1470-8078.
17. ↑  Oakes, Len: Prophetic Charisma: The Psychology of Revolutionary Religious Personalities, 1997, ISBN 0-8156-0398-3